# Lorenzo Savadori
Lorenzo Savadori, né le 4 avril 1993 à Cesena, est un pilote de moto italien, vainqueur de la Coupe FIM Superstock 1000 en 2015 et champion d'Italie CIV Superbike en 2020. Pilote d'essai d'Aprilia Racing, il est engagé en tant que titulaire par l'équipe italienne pour la saison 2021 de MotoGP, aux côtés d'Aleix Espargaró.

## Carrière
Savadori commence sa carrière en 2007, dans la Red Bull MotoGP Rookies Cup, dans laquelle il termine deuxième de la saison derrière Johann Zarco. L'année suivante, il remporte le championnat italien 125 GP. En parallèle, il remporte aussi le championnat européen de 125cc. À partir de 2009, il s'engage en championnat du monde 125cc puis passe, en 2011, dans la Coupe FIM Superstock 1000, où il est sacré champion en catégorie World STK. De 2016 à 2018, il est engagé avec Aprilia en championnat du monde de Superbike, avec une dixième place au championnat pour meilleur résultat. En 2019, il participe à la coupe du monde de MotoE avec Gresini Racing, au guidon d'une Energica Ego Corsa. En 2020, il remporte le championnat CIV Superbike.

### MotoGP

#### 2020
Savadori fait ses débuts dans la catégorie MotoGP en remplacement de Bradley Smith, qui remplace lui-même Andrea Iannone, suspendu. Pour son premier Grand Prix, il est contrait d'abandonner. Lors du Grand Prix suivant, il termine dix-huitième. Pour la dernière manche de la saison, au Portugal, il abandonne à nouveau.

#### 2021: demi-saison chez Aprilia
Après ses résultats de l'année précédente, il est titularisé pour la saison 2021 aux côtés de Aleix Espargaro. Pour le premier Grand Prix de la saison au Qatar, il termine dix-neuvième. Pour la troisième manche de la saison se déroulant au Portugal, l'Italien parvient à scorer ses premiers points avec une quatorzième position, derrière Danilo Petrucci. Il rentre de nouveau dans les points avec une quinzième place lors du Grand Prix d'Italie. Avec quatre points, il termine la saison à la 26e position.

#### 2022-2024: Apparitions ponctuelles
Il commence la saison 2022 au Portugal, avec un abandon. Il réalise sa meilleur performance de sa saison lors du Grand Prix d'Autriche avec une dix-neuvième position, devant Remy Gardner. Il commence mieux sa saison 2023, avec une douzième position du Grand Prix de France. Il améliore son record au Grand Prix des Pays-Bas avec une onzième place entre les frères Fernandez. Après neuf GP sans participation, il revient pour l'ultime manche de la saison 2023 à Valence, avec une treizième place. Il termine la saison avec 12 points le classant 24e au général.
Pour la saison 2024, il débute en Espagne, mais ne parvient pas à finir la course tout comme 7 autres pilotes. Sa meilleur performance de la saison fut pour le Grand prix de Malaisie, avec une dix-huitième position. 

#### 2025: Remplacement de Jorge Martin
Suite à une blessure au poignet gauche à l'entraînement pendant la pré-saison, l'Italien remplace le champion du monde en titre Jorge Martin lors du Grand Prix de Thaïlande, dans lequel il termine vingtième. Il ne prend pas le départ du Grand Prix d'Argentine mais revient pour le Grand prix  des Amériques ou il décroche le point de la quinzième place, devant Somkiat Chantra. Martin de Retour pour le GP du Qatar, il n'y participe pas; mais celui-ci s'étant blessé en chutant, il reprend pour le Grand prix d'Espagne. Il ne marque cependant pas de points, avec une dix-huitième place. Pour le Grand Prix de France 2025, il profite des condition météorologique et des nombreuses chutes pour décrocher son premier top 10 avec une neuvième position.

## Résultats en carrière

### Par catégorie
- 2011 - 15e, FIM Superstock 1000 Cup, Kawasaki ZX-10R
- 2012 - 5e, FIM Superstock 1000 Cup, Ducati 1098R
- 2013 - 5e, FIM Superstock 1000 Cup, Kawasaki ZX-10R
- 2014 - 2e, FIM Superstock 1000 Cup, Kawasaki ZX-10R
- 2015 - 1e, FIM Superstock 1000 Cup, Aprilia RSV4

### Red Bull MotoGP Rookies Cup
Les courses en Gras indiquent une pole position, celles en italique indiquent un meilleur tour.
| Saison | 1     | 2     | 3     | 4      | 5     | 6       | 7      | 8     | Pos | Pts |
| ------ | ----- | ----- | ----- | ------ | ----- | ------- | ------ | ----- | --- | --- |
| 2007   | ESP 1 | ITA 2 | GRB 1 | P-B 11 | ALL 5 | CZE Ret | POR 10 | VAL 6 | 2e  | 102 |

### Grand Prix moto

#### Par saison
| Saison | Catégorie | Motorcycle | Ecurie                      | Courses | Victoires | Podium | Pole | M/Tours | Pts | Pos. |
| ------ | --------- | ---------- | --------------------------- | ------- | --------- | ------ | ---- | ------- | --- | ---- |
| 2008   | 125cc     | Aprilia    | RCGM                        | 2       | 0         | 0      | 0    | 0       | 0   | 29e  |
| 2008   | 125cc     | Aprilia    | I.C. Team                   | 1       | 0         | 0      | 0    | 0       | 3   | 29e  |
| 2009   | 125cc     | Aprilia    | Fontana Racing              | 12      | 0         | 0      | 0    | 0       | 7   | 26e  |
| 2009   | 125cc     | Aprilia    | Junior GP Racing Dream      | 1       | 0         | 0      | 0    | 0       | 0   | 26e  |
| 2010   | 125cc     | Aprilia    | Matteoni CP Racing          | 14      | 0         | 0      | 0    | 0       | 5   | 23e  |
| 2019   | MotoE     | Energica   | Trentino Gresini MotoE      | 6       | 0         | 0      | 0    | 0       | 24  | 16e  |
| 2020   | MotoGP    | Aprilia    | Aprilia Racing Team Gresini | 3       | 0         | 0      | 0    | 0       | 0   | 25e  |
| 2021   | MotoGP    | Aprilia    | Aprilia Racing Team Gresini | 9       | 0         | 0      | 0    | 0       | 4   | 26e  |
| 2022   | MotoGP    | Aprilia    | Aprilia Racing              | 5       | 0         | 0      | 0    | 0       | 0   | 28e  |
| 2023   | MotoGP    | Aprilia    | CryptoData RNF MotoGP Team  | 2       | 0         | 0      | 0    | 0       | 12  | 24e  |
| 2023   | MotoGP    | Aprilia    | Aprilia Racing              | 3       | 0         | 0      | 0    | 0       | 12  | 24e  |
| 2024   | MotoGP    | Aprilia    | Aprilia Racing              | 3       | 0         | 0      | 0    | 0       | 0   | 28e  |
| 2024   | MotoGP    | Aprilia    | Trackhouse Racing           | 4       | 0         | 0      | 0    | 0       | 0   | 28e  |
| 2025   | MotoGP    | Aprilia    | Aprilia Racing              | 3       | 0         | 0      | 0    | 0       | 1*  | 22e* |
| Total  | Total     | Total      | Total                       | 68      | 0         | 0      | 0    | 0       | 56  |      |

#### Par catégorie
| Catégorie | Saisons              | 1er GP               | 1er Pod              | 1er Vic.             | Courses | Vic. | Podiums | Pole | M/Tours | Pts | Titres |
| --------- | -------------------- | -------------------- | -------------------- | -------------------- | ------- | ---- | ------- | ---- | ------- | --- | ------ |
| 125cc     | 2008–2010            | Italie 2008          |                      |                      | 30      | 0    | 0       | 0    | 0       | 15  | 0      |
| MotoE     | 2019                 | Allemagne 2019       |                      |                      | 6       | 0    | 0       | 0    | 0       | 24  | 0      |
| MotoGP    | 2020–2025            | Europe 2020          |                      |                      | 32      | 0    | 0       | 0    | 0       | 17  | 0      |
| Total     | 2008–2010, 2019–2025 | 2008–2010, 2019–2025 | 2008–2010, 2019–2025 | 2008–2010, 2019–2025 | 68      | 0    | 0       | 0    | 0       | 56  | 0      |

#### Courses par années
Les courses en Gras indiquent une pole position, celles en italique indiquent un meilleur tour.
| Saison | Catégorie | Moto     | 1       | 2       | 3       | 4       | 5       | 6       | 7       | 8       | 9       | 10      | 11      | 12      | 13      | 14      | 15      | 16      | 17      | 18      | 19     | 20     | 21  | 22  | Pos   | Pts |
| ------ | --------- | -------- | ------- | ------- | ------- | ------- | ------- | ------- | ------- | ------- | ------- | ------- | ------- | ------- | ------- | ------- | ------- | ------- | ------- | ------- | ------ | ------ | --- | --- | ----- | --- |
| 2008   | 125cc     | Aprilia  | QAT     | SPA     | POR     | CHN     | FRA     | ITA 22  | CAT     | GBR     | NED     | GER     | CZE     | RSM Ret | INP     | JPN     | AUS     | MAL     | VAL 13  |         |        |        |     |     | 29e   | 3   |
| 2009   | 125cc     | Aprilia  | QAT 21  | JPN Ret | SPA 21  | FRA Ret | ITA 9   | CAT Ret | NED Ret | GER 20  | GBR Ret | CZE Ret | INP Ret | RSM Ret | POR     | AUS     | MAL     | VAL Ret |         |         |        |        |     |     | 26e   | 7   |
| 2010   | 125cc     | Aprilia  | QAT Ret | SPA Ret | FRA Ret | ITA Ret | GBR 21  | NED Ret | CAT DNS | GER 12  | CZE Ret | INP 15  | RSM Ret | ARA     | JPN Ret | MAL Ret | AUS Ret | POR DNS | VAL 19  |         |        |        |     |     | 23e   | 5   |
| 2019   | MotoE     | Energica | GER Ret | AUT 10  | RSM1 7  | RSM2 11 | VAL1 15 | VAL2 13 |         |         |         |         |         |         |         |         |         |         |         |         |        |        |     |     | 16e   | 24  |
| 2020   | MotoGP    | Aprilia  | SPA     | ANC     | CZE     | AUT     | STY     | RSM     | EMI     | CAT     | FRA     | ARA     | TER     | EUR Ret | VAL 18  | POR Ret |         |         |         |         |        |        |     |     | 25e   | 0   |
| 2021   | MotoGP    | Aprilia  | QAT 19  | DOH 20  | POR 14  | SPA 19  | FRA Ret | ITA 15  | CAT 15  | GER Ret | NED 16  | STY DNS | AUT     | GBR DNS | ARA     | RSM     | AME     | EMI DNS | ALR     | VAL     |        |        |     |     | 26e   | 4   |
| 2022   | MotoGP    | Aprilia  | QAT     | INA     | ARG     | AME     | POR Ret | SPA 21  | FRA     | ITA 22  | CAT     | GER     | NED 20  | GBR     | AUT 19  | RSM     | ARA     | JPN     | THA     | AUS     | MAL    | VAL    |     |     | 28e   | 0   |
| 2023   | MotoGP    | Aprilia  | POR     | ARG     | AME     | SPA     | FRA 12  | ITA 18  | GER     | NED 11  | GBR     | AUT 19  | CAT     | RSM     | IND     | JPN     | INA     | AUS     | THA     | MAL     | QAT    | VAL 13 |     |     | 24e   | 12  |
| 2024   | MotoGP    | Aprilia  | QAT     | POR     | AME     | SPA Ret | FRA     | CAT     | ITA 21  | NED DNS | GER     | GBR     | AUT 20  | CAT     | RSM     | KAZ     | INA     | JPN Ret | AUS Ret | THA Ret | MAL 18 | SLD    |     |     | 28e   | 0   |
| 2025   | MotoGP    | Aprilia  | THA 20  | ARG DNS | AME 15  | QAT     | ESP 18  | FRA     | GBR     | ARA     | ITA     | P-B     | ALL     | CZE     | AUT     | HUN     | CAT     | RSM     | JPN     | INA     | AUS    | MAL    | POR | VAL | 22nd* | 1*  |

* Saison en cours.

### FIM Superstock 1000 Cup

#### Courses par années
Les courses en Gras indiquent une pole position, celles en italique indiquent un meilleur tour.
| Saison | Moto     | 1       | 2      | 3       | 4       | 5      | 6      | 7       | 8      | 9      | 10      | Pos | Pts |
| ------ | -------- | ------- | ------ | ------- | ------- | ------ | ------ | ------- | ------ | ------ | ------- | --- | --- |
| 2011   | Kawasaki | ASS 15  | MON 13 | MIS 10  | ARA Ret | BRN 10 | SIL 26 | NÜR 13  | IMO 10 | MAG 10 | POR Ret | 15e | 31  |
| 2012   | Ducati   | IMO 8   | ASS 2  | MON 1   | MIS 5   | ARA 13 | BRN 17 | SIL Ret | NÜR 5  | POR 4  | MAG 3   | 5e  | 107 |
| 2013   | Kawasaki | ARA Ret | ASS 8  | MNZ 1   | POR Ret | IMO 4  | SIL1 5 | SIL2 3  | NÜR 7  | MAG 3  | JER 24  | 5e  | 98  |
| 2014   | Kawasaki | ARA 2   | ASS 4  | IMO Ret | MIS 1   | POR 1  | JER 3  | MAG 6   |        |        |         | 2e  | 109 |
| 2015   | Aprilia  | ARA 2   | ASS 1  | IMO 1   | DON 1   | POR 2  | MIS 1  | JER 3   | MAG 8  |        |         | 1e  | 164 |

### Championnat du monde de Superbike

#### courses par années
Les courses en Gras indiquent une pole position, celles en italique indiquent un meilleur tour.
| Saison | Moto     | 1       | 1       | 2      | 2       | 3      | 3      | 4      | 4       | 5      | 5       | 6       | 6       | 7     | 7     | 8       | 8       | 9     | 9       | 10      | 10      | 11     | 11      | 12      | 12     | 13     | 13      | 14  | 14  | Pos | Pts |
| Saison | Moto     | C1      | C2      | C1     | C2      | C1     | C2     | C1     | C2      | C1     | C2      | C1      | C2      | C1    | C2    | C1      | C1      | C2    | C1      | C2      | C1      | C1     | C2      | C1      | C2     | C1     | C2      | C1  | C2  | Pos | Pts |
| ------ | -------- | ------- | ------- | ------ | ------- | ------ | ------ | ------ | ------- | ------ | ------- | ------- | ------- | ----- | ----- | ------- | ------- | ----- | ------- | ------- | ------- | ------ | ------- | ------- | ------ | ------ | ------- | --- | --- | --- | --- |
| 2013   | Kawasaki | AUS     | AUS     | SPA    | SPA     | NED    | NED    | ITA    | ITA     | GBR    | GBR     | POR     | POR     | ITA   | ITA   | RUS Ret | RUS C   | GBR   | GBR     | GER     | GER     | TUR    | TUR     | USA     | USA    | FRA    | FRA     | SPA | SPA | NC  | 0   |
| 2016   | Aprilia  | AUS 12  | AUS Ret | THA 10 | THA 9   | SPA 10 | SPA 11 | NED 6  | NED 4   | ITA 8  | ITA 11  | MAL Ret | MAL 14  | GBR 6 | GBR 4 | ITA Ret | ITA 5   | USA 6 | USA Ret | GER Ret | GER Ret | FRA 5  | FRA 6   | SPA 13  | SPA 10 | QAT 10 | QAT 12  |     |     | 10e | 150 |
| 2017   | Aprilia  | AUS Ret | AUS 9   | THA 13 | THA Ret | SPA    | SPA    | NED 5  | NED Ret | ITA 12 | ITA 13  | GBR 12  | GBR Ret | ITA 9 | ITA 6 | USA 10  | USA 8   | GER 7 | GER 7   | POR 8   | POR 6   | FRA 11 | FRA Ret | SPA 7   | SPA 18 | QAT 5  | QAT Ret |     |     | 11e | 124 |
| 2018   | Aprilia  | AUS DNS | AUS DNS | THA 12 | THA 9   | SPA 15 | SPA 10 | NED 15 | NED 10  | ITA 8  | ITA Ret | GBR 5   | GBR 7   | CZE 7 | CZE 5 | USA 14  | USA Ret | ITA 8 | ITA 7   | POR Ret | POR 6   | FRA 4  | FRA 6   | ARG Ret | ARG 8  | QAT 11 | QAT C   |     |     | 10e | 138 |